# Osiedle Mikołaja Kopernika (Grudziądz)
Osiedle Mikołaja Kopernika – osiedle mieszkaniowe w Grudziądzu, położone nad Wisłą, na południe od centrum miasta. Jego budowa (jako spółdzielcze osiedle mieszkaniowe "Kopernik") rozpoczęła się w 1968 roku.

## Ulice
- Chełmińska (do 1990 r. Obrońców Stalingradu) (od 26 do 111)
- Kopernika
- Kalinkowa (północny odcinek)
- Bydgoska
- Brzeźna
- Ciołkowskiego
- Heweliusza
- Piaskowa
- Kosmonautów
- Landowskiego
- Wiślana
- Kępowa